# ووهیماسی (ماناکارا)
ووهیماسی (به لاتین: Vohimasy) یک منطقهٔ مسکونی در ماداگاسکار است که در Manakara واقع شده‌است. ووهیماسی ۱۹٬۰۰۰ نفر جمعیت دارد و ۷۳ متر بالاتر از سطح دریا واقع شده‌است.